# Lucifer's Friend
Lucifer's Friend is een Duitse rockband.

## Bezetting
Oprichters
- John Lawton (zang)
- Peter Hesslein (gitaar)
- Dieter Horns (basgitaar)
- Peter Hecht (keyboards)
- Joachim Rietenbach † (drums)

Huidige bezetting
- John Lawton (zang, sinds 2014)
- Peter Hesslein (gitaar, sinds 2014)
- Dieter Horns (e-basgitaar, sinds 2014)
- Jogi Wichmann (keyboards, sinds 2015)
- Stephan Eggert (drums, sinds 2014)

Voormalige bezetting
- Joachim Rietenbach † (drums, 1968–1974)
- Herbert Bornhold (drums, 1974–1982)
- Mike Starrs (zang, 1977–1981)
- Adrian Askew (keyboards, 1980–1982)
- Curt Cress (drums, 1994)
- Andreas Dicke (basgitaar, 1994)
- Peter Hecht (keyboards, 1968–1982)
- Udo Dahmen (drums, 1994)

## Geschiedenis
Lucifer's Friend ontstond uit de band Asterix met Toni Cavanagh. Nadat deze de band verliet, werd de bandnaam Asterix gewijzigd in Lucifer's Friend. De band was de meeste tijd van hun bestaan een echte studioband. Alleen aan het begin van hun carrière en na John Lawtons afscheid in 1976 verzorgden ze enkele concerten.
Het debuutalbum werd uitgebracht bij Philips, vanaf de tweede lp werden hun platen uitgebracht door Vertigo Records. In de Verenigde Staten kwamen ze uit bij kleine onafhankelijke labels en behaalden ze waarderingssuccessen. Tijdens de late jaren 1970 kregen ze een contract bij Elektra Records en namen ze drie albums op met commerciële muziek, maar de interesse in de band werd minder en deze platen waren nog minder succesvol dan de voorgaande.
Lucifer's Friend wijzigde voor ieder album hun stijl en volgde nieuwe voorbeelden. Hun eerste album, opgenomen in de geluidsstudio Maschen bij Joe Menke, werd beïnvloed door Led Zeppelin en Black Sabbath en benaderde fans van vroege heavy-metalmuziek. Het tweede album daarentegen was zeer experimenteel en progressief en bevatte psychedelische rock met gevoelsmatige teksten van John O'Brien-Docker. Op hun derde album I'm Just a Rock & Roll Singer, wisselden ze weer van stijl en brachten swingende, funky rock uit in de stijl van Grand Funk Railroad, met reminiscentie aan Janis Joplin en Chicago. Hun volgende plaat Banquet werd opgenomen met blazers van het James Last-orkest en ging richting swingende fusion- en jazzrock. Het daaropvolgende album Mind Exploding bevatte weer rechtlijnige hardrock. Zanger John Lawton wisselde in 1976 naar Uriah Heep. Hij kwam terug voor het album Mean Machine (1981).
Op de beide albums zonder Lawton was de muziek van de band zeer commercieel, met sterke bijval voor Queen op Good Time Warrior (1978) en in discostijl bij Sneak Me In (1980). Met Lawtons terugkeer werd weer omgeschakeld naar hardrock/heavy metal, deze keer met bijval voor Foreigner en Bad Company. De band werd in 1982 ontbonden. In 1994 formeerden Lawton en Peter Hesslein met nieuwe muzikanten Lucifers Friend II en namen ze de cd Sumo Grip op.
Op hun latere albums werden ze versterkt met keyboardspeler Adrian Askew, die voorheen had gespeeld bij Edison Lighthouse, die bekend werden door hun hit Love grows (Where my Rosemary goes) (1970).

## Verder
- Tijdens de jaren 1970 verdeelde zanger John Lawton zijn tijd tussen Lucifer's Friend en de Les Humphries Singers. Lawson noemde Les Humphries zijn werkgever en Lucifer's Friend zijn hobby.
- De gitarist Peter Hesslein produceerde de eerste drie studio-albums van Marius Müller-Westernhagen.
- Meerdere bandleden hadden tijdens de jaren 1970 bij James Last een vaste werkplek.
- Een nevenproject was de band The Pink Mice, die klassieke rock speelde in de stijl van Emerson, Lake & Palmer en Ekseption.
- John Lawtons soloalbum Hardbeat was in 1980 een verdere samenwerking tussen Lawton en Peter Hesslein.

## Discografie
- 1969: Asterix (als Asterix)
- 1971: Lucifer’s Friend
- 1972: Where the Groupies Killed the Blues
- 1973: I’m Just a Rock & Roll Singer
- 1974: Banquet
- 1976: Mind Exploding
- 1978: Good Time Warrior
- 1979: The Devil's Touch
- 1980: Sneak Me In
- 1981: Mean Machine
- 1994: Sumo Grip
- 2015: Awakening
- 2016: Live @ Sweden Rock 2015
- 2016: Too Late To Hate